# خافيير زيولي
خافيير زيولي (بالإسبانية: Javier Zeoli)‏ (مواليد 2 مايو 1962) هو لاعب كرة قدم. يلعب مع منتخب الأوروغواي لكرة القدم. سبق له أن لعب في كأس العالم لكرة القدم مع منتخب بلاده.

## روابط خارجية
- خافيير زيولي على موقع الاتحاد الدولي (مؤرشف)  (الإنجليزية)
- خافيير زيولي على موقع قاعدة بيانات كرة القدم.إي يو (الإنجليزية)
- خافيير زيولي على موقع ناشيونال فوتبول تيمز (الإنجليزية)
- خافيير زيولي على موقع عالم كرة القدم.نت (الإنجليزية)